# 김포한강6로
김포한강6로(Gimpohangang 6-ro)는 경기도 김포시 장기동 스마토피아사거리 에서 김포시 운양동 운양삼거리 를 잇는 도로이다.

## 주요 경유지
경기도
- 김포시 (장기본동 . 양촌읍 . 운양동)

## 노선
| 이름               | 접속 노선                        | 소재지 | 소재지 | 비고 |
| ------------------ | -------------------------------- | ------ | ------ | ---- |
| 스마토피아사거리   | 김포한강3로                      | 김포시 | 장기동 |      |
| 운곡사거리         | 김포한강4로                      | 김포시 | 장기동 |      |
| 발산 교차로        | 국도 제48호선 (김포대로)         | 김포시 | 장기동 |      |
| 운양.용화사 교차로 | 김포한강로 발산로                | 김포시 | 양촌읍 |      |
| 운양삼거리         | 국가지원지방도 제78호선 (금포로) | 김포시 | 운양동 |      |